# 킹 (잡지)
《킹》(일본어: キング, 킹구)은 대일본웅변회 고단샤(大日本雄辯會講談社)가 발행했던 월간 대중 오락 잡지이다. 1924년 11월에 창간하였으며, 창간호는 1925년 1월호이고 1957년에 폐간했다. 태평양 전쟁 시기인 1943년에 《후지》(일본어: 富士)로 개칭했다가 전후에 다시 원래 이름으로 돌아왔다. 《킹》은 《집의 빛》(일본어: 家の光 이에 노 히카리[*])과 함께 20세기 중반 가장 인기있었던 일본의 대중잡지로, 일본에서 처음 백만 부의 판매부수를 올렸다.

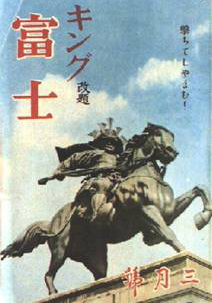
《후지》 1943년 3월호 표지